# 로그인

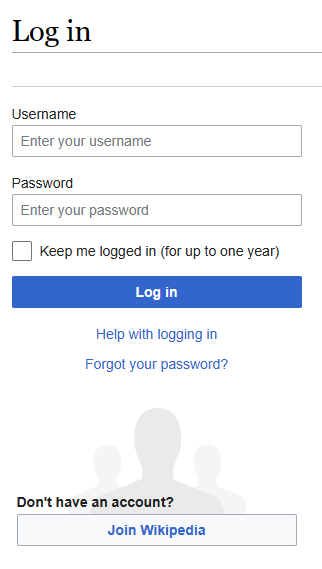
영어 위키백과 로그인 화면의 스크린샷

컴퓨터 보안에서 로그인(영어: login, 문화어: 등록가입)과 로그아웃(영어: logout)은 접근 허가 증명을 얻기 위해 사용자 인증으로 개인이 컴퓨터 시스템에 접근하는 작업을 말한다. 컴퓨터 보안에서 중요한 역할을 담당한다. 사용자 자격 증명은 일반적으로 사용자이름과 그에 일치하는 비밀번호 형태를 이루며 이를 기반으로 사용자는 액세스 하기 위해 시스템에 로그인할 수 있으며 더 이상 필요하지 않을 때 로그아웃할 수 있다.

## 용어
영어 낱말에서 로그 인(log in)은 동사를, 로그인(login)은 명사를 뜻하며, 로그 아웃(log out)과 로그아웃(logout)도 이와 마찬가지로 적용을 받는다. 또, 사인인(signin)/사인온(signon)과 사인아웃(signout), 로그온(logon)과 로그오프(logoff)라는 낱말은 로그인과 로그아웃의 다른 형태의 낱말이다.

## 로그인
로그인, 로그온, 사인인, 사인온은 접근을 얻기 위해 시스템에 자기 자신을 증명하는 것을 말한다. 주로 컴퓨터 사용자가 컴퓨터 시스템에 접근할 때 로그인을 사용하는 것이 보통이다.
로그인을 하려면 시스템은 사용자 이름과 비밀번호가 필요하다.

## 로그아웃
로그아웃, 로그오프, 사인아웃, 사인오프는 로그인 상태에서 시스템을 종료하는 것을 말한다.

## 같이 보기
- 특수:로그인 - 위키백과에서의 로그인
- 컴퓨터 보안
- 계정
- 암호